# روان‌شناسی عامیانه
روان‌شناسی عامیانه (انگلیسی: Folk psychology) در فلسفه ذهن و علوم شناختی، ظرفیت انسانی برای توضیح و پیش‌بینی رفتار و روان‌شناسی شناختی افراد دیگر است. فرایندها و مواردی است که در زندگی روزمره با آن مواجه می‌شویم، مانند درد، لذت، هیجان و اضطراب که از اصطلاحات رایج زبانی بر خلاف اصطلاحات فنی یا علمی در آن استفاده می‌شود.